# Garcia Domingos
Garcia João dos Santos Domingos (Luanda, 12 maggio 1971) è un ex cestista angolano.

## Carriera
Con l'Angola ha disputato i Giochi olimpici di Sydney 2000, i Campionati mondiali del 1994 e i Campionati africani del 1997.